# Dalle holographique
 (novembre 2023).
Si vous disposez d'ouvrages ou d'articles de référence ou si vous connaissez des sites web de qualité traitant du thème abordé ici, merci de compléter l'article en donnant les références utiles à sa vérifiabilité et en les liant à la section « Notes et références ».
Une dalle holographique est une surface de rétroprojection, habituellement en matériau plastique ou en verre et traitée afin d'améliorer sa qualité de réflexion.

## Types d'écrans
Les écrans sont des surfaces translucides et peuvent être soit souple soit rigides. Dans tous les cas, ils diffusent la lumière au travers de l’ensemble de la surface, sans se réduire à un halo lumineux central qui diminuerait la qualité de l’image projetée. L’écran rigide est usuellement réalisé en méthacrylates et a un fonctionnement proche des rétroprojecteurs classique à base de Lentille de Fresnel.

## Applications
Ces types de dalles sont particulièrement utiles pour obtenir des projections à 360° à destination des bars ou des salles de contrôle sans générer un cône de lumière de projection diffus qui serait gêné par les spectateurs.
Elle peut être pilotée par un téléphone portable, grâce à un logiciel de reconnaissance des trajectoires.